# Dragočaj
Dragočaj (szerbül: Драгочај), falu Banja Luka községben, Bosznia-Hercegovinában, Bosanska krajina területén, a Szerb Köztársaságban. 

## Fekvése
Bosznia-Hercegovina északi részén, Banja Lukától légvonalban 9, közúton 11 km-re északnyugatra, 250-400 méteres magasságban fekszik. A Banja Lukát és Prijedort összekötő út és vasút Dragočajon halad át. Ez a helyi közösség magában foglalja Dragočaj, Ramići és Barlovci településeket, valamint 2010 óta Zalužani egy részét.

## Népessége
| Nemzetiségi csoport | Népesség 1991 | Népesség 2013 |
| ------------------- | ------------- | ------------- |
| Szerb               | 478           | 2151          |
| Bosnyák             | 21            | 5             |
| Horvát              | 1890          | 141           |
| Jugoszláv           | 141           | 0             |
| Egyéb               | 48            | 74            |
| Összesen            | 2578          | 2371          |

## Története
A területén talált két őskori erődítmény maradványai arról tanúskodnak, hogy itt már a bronzkor óta emberi élet folyt, mely a római pénzlelet tanúsága szerint az ókorban is folytatódott.
A dragočaji római katolikus plébánia már a 16. században létezett, 1567-ben említik Márk nevű plébánosát. 1672-ben 1200 katolikus híve volt. Szolgálatát a fojnicai ferences kolostorból látták el. A bécsi háború (1683-1699) idején, a 17. század végén a plébánia megszűnt. A Crkvine nevű helyen, a 18. században említett régi Szent Vid templom helyén a szent ünnepén a hívők ma is összegyűlnek a Szent Vid iránti áhítatra.
A település 1878-ig tartozott az Oszmán Birodalomhoz, ekkor a berlini kongresszus határozata alapján az Osztrák-Magyar Monarchia része lett. 1879-ben az első osztrák-magyar népszámlálás során a Banja Luka-i járáshoz és Ivanjska községhez tartozó településnek 86 háztartása, 187 ortodox, 668 római katolikus lakosa volt. 1910-ben a Banja Luka-i járáshoz tartozó településen 190 háztartást, 389 ortodox szerb és 1310 római katolikus, valamint egy muszlim lakost találtak. A monarchia szétesésével 1918-ban előbb a Szerb-Horvát-Szlovén Királyság, majd 1929-től a Jugoszláv Királyság része. 1921-ben a községnek összesen 235 háztartása és 1764 lakosa volt. Jugoszlávia megszállása után a Független Horvát Állam (NDH) része lett.
Dragočajban 1941. augusztus 1. előtt az usztasák tömegesen tartóztatták le a szerbeket. A letartóztatás után az usztasák bezárták a szerbeket házaikba, és puska- és géppuskagolyókkal ölték meg őket, amelyeket a házak ajtóin és ablakain keresztül lőttek. Az usztasák hideg fegyverekkel, például csákányokkal és lapátokkal is öltek szerbeket. 1945-től a szocialista Jugoszlávia része volt. A boszniai háború idején a szerb fegyveresek elűzték a katolikus horvát lakosságot. A daytoni békeszerződést követő területfelosztásnál Banja Luka község részeként a Szerb Köztársaság területéhez került. A település ma már szerb többségű , akik 2008 és 2016 között fel is építették a faluban új templomukat.

## Oktatás
A „Desanka Maksimović” általános iskola 1909 óta működik.

## Nevezetességei
- Crkvena – őskori erődítmény maradványai. A lelőhely a mai templom és temető mellett egy domináns helyen található, ahol nagyszámú késő bronzkori kerámiatöredék került elő. A platótól nyugatra fekvő magaslaton szintén finom ornamentikájú kerámiák és durvább kidolgozású cseréptöredékek kerültek elő, a közelben pedig római éremleletet is találtak.[4]

- Gradina – őskori erődítmény maradványai. Egy magaslat kisebb platóját két földsánc erősítette. Korát a régészek a bronzkorra, vagy a vaskorra tették.[4]

- A Szentháromság tiszteletére szentelt ortodox templomát 2016-ban szentelték fel. A templom közvetlenül az iskola mellett áll. A parókia épülete 2013-ban épült.[12]